# Ordine del Sole del Perù
L'Ordine del Sole del Perù (La Orden El Sol del Peru) è la più alta delle onorificenze conferite dalla Repubblica del Perù per premiare i più meritevoli ufficiali militari e notabili civili. Questa è tra l'altro l'onorificenza americana più antica in quanto venne fondata nel 1821.

## Storia
L'Ordine venne originariamente fondato l'8 ottobre 1821 per merito del generale José de San Martín il quale, raggiungendo Lima, volle premiare quanti si fossero distinti con lui nella rivolta anti-spagnola. Date le precarie condizioni statali dell'epoca, però, l'Ordine venne concesso in maniera confusa e discontinua nei successivi quattro anni per poi cadere in disuso.
Venne recuperato nel 1921 in occasione del primo centenario della sua fondazione.

## Classi
Esso è suddiviso in cinque classi di benemerenza:
- Gran Croce con Diamanti
- Gran Croce
- Grand'Ufficiale
- Commendatore
- Ufficiale
- Cavaliere

| Nastri          |            |                         |
| Cavaliere       | Ufficiale  | Commendatore            |
| Grand'Ufficiale | Gran Croce | Gran Croce con Diamanti |

## Insegne
- Le insegne dell'Ordine consistono in una medaglia a sole raggiante con al centro una corona d'alloro smaltata di verde che racchiude lo stemma del Perù, circondato da un anello smaltato di rosso in cui è incisa in oro la frase "EL SOL DEL PERU" ad eccezione di una parte smaltata di bianco riportante in blu la data di fondazione "1821". Essa è sostenuta al nastro tramite una corona d'alloro smaltata di verde.
- La placca dell'ordine riprende i medesimi motivi della medaglia. È portata sulla parte sinistra del petto.
- Il nastro è viola.

## Insigniti notabili

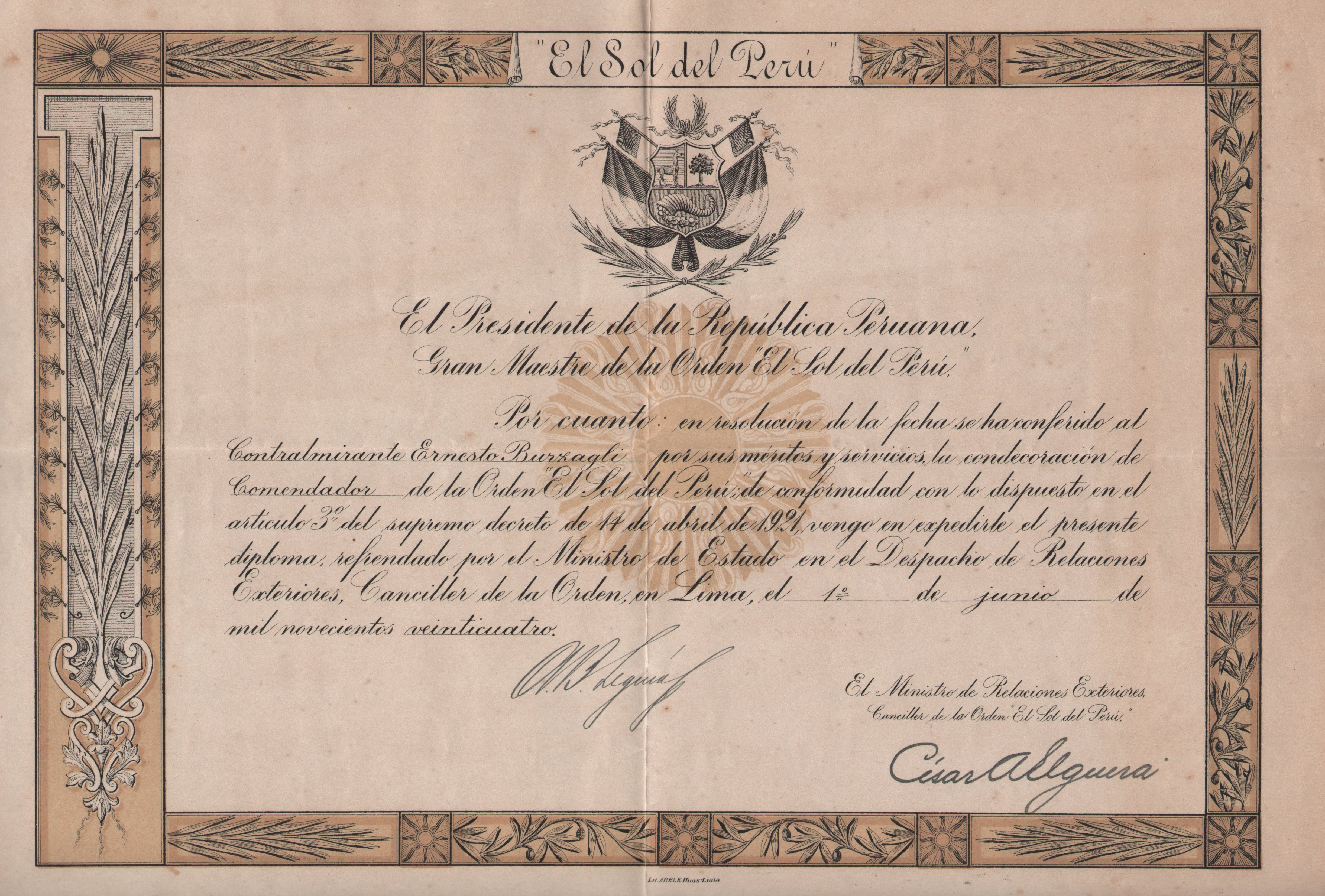
Certificato di conferimento dell'Ordine del Sole del Perù ad Ernesto Burzagli nel 1924.

- Filippo VI di Spagna
- Juan Carlos I di Spagna
- Letizia di Spagna
- Francesco Babuscio Rizzo
- Sofia di Spagna
- Marcelo Rebelo de Sousa
- Alberto Barton
- Alberto Fujimori
- Alicia Maguiña
- Arturo "Zambo" Cavero
- Cristina Fernández de Kirchner
- Dmitrij Medvedev
- Donald Tusk
- Ernesto Burzagli
- Francesco Cossiga
- George Papandreou
- Gerardo Chávez
- Gian Marco Zignago
- Hailé Selassié
- Julio C. Tello
- Manuela Sáenz
- Maria Reiche
- Olav V di Norvegia
- Pat Nixon, 1970
- Paul McCartney
- Somchai Wongsawat
- Thor Heyerdahl
- Ugo De Censi
- Valentín Paniagua
- Yma Sumac